# Thyene dakarensis
Thyene dakarensis es una especie de araña saltarina del género Thyene, familia Salticidae. Fue descrita científicamente por Berland & Millot en 1941.
Habita en Senegal.